# Ken Doherty (Leichtathlet)
John Kenneth Doherty (* 16. Mai 1905 in Detroit; † 19. April 1996 in Lancaster, Pennsylvania) war ein US-amerikanischer Zehnkämpfer,  Leichtathletiktrainer und Lehrbuchautor.

## Werdegang
In der Highschool in Detroit war Doherty ein mittelmäßiger Hochspringer, der es in keiner Disziplin in die Erste Mannschaft schaffte. Nach der Highschool immatrikulierte er sich 1923 in die örtliche Wayne State University. Erst 1926 entdeckte sein Trainer sein Mehrkampftalent. Nach seinem Bachelorabschluss in Pädagogik 1927 immatrikulierte er sich im selben Jahr in der University of Michigan, um unter Coach Steve Farrell und Charles B. Hoyt zu trainieren. Hier machte er auch 1933 sein Masterexamen. 1928 qualifizierte er sich als US-Meister für die Olympischen Spiele in Amsterdam. Dort gewann er mit 7706,650 Punkten die Bronzemedaille hinter den beiden Finnen Paavo Yrjölä, der mit 8053,290 Punkten einen Weltrekord aufstellte, und Akilles Järvinen (7931,500 Punkte). Im Jahr darauf verteidigte er seinen nationalen Titel mit dem US-Rekord von 7784,680 Punkten. Daraufhin begann er noch 1929 als Highschool Trainer zu arbeiten. Als Trainer der eignen Sportart verlor er entsprechend der damaligen Amateurbestimmungen seine Startberechtigung. Nach nur einem Jahr wurde er Trainerassistent an der Princeton University. 1930 ging Doherty zurück an die University of Michigan, wo er neun Jahre Assistent von Charles B. Hoyt wurde. Als Hoyt zur Yale University wechselte, wurde Doherty selbst für weitere neun Jahre Chefcoach in Michigan, wo er 1948  auch in Pädagogik promovierte und noch im selben Jahr an die University of Pennsylvania wechselte. Dort leitete er auch von 1956 bis 1969 das Leichtathletik-Meeting Penn Relays. Doherty machte sich auch als Autor von Lehrbüchern wie Modern Track & Field (1955) und Track & Field Omnibook (1971) einen Namen.

## Veröffentlichungen
- Track & Field Omnibook. 5. Auflage (herausgegeben und aktualisiert von John Kernan). Track & Field News Press, 2007, ISBN 0911521747

## Ehrungen
- National Track and Field Hall of Fame[5]
- U.S. Track & Field and Cross Country Coaches Association Hall of Fame.[6]
- Jährliches Stipendium zur Erforschung der Geschichte der Trainingslehre trägt seinen Namen.[6][7]
- Doherty war Präsident der National Track and Field Coaches Association
- Fellow des American College of Sports Medicine[8]  Prior to his induction into the National Track and Field Hall of Fame, Doherty had been chairman of the selection committee for two years.